# Łyna (województwo warmińsko-mazurskie)
Łyna (dawniej niem. Lahna) – wieś w Polsce położona w województwie warmińsko-mazurskim, w powiecie nidzickim, w gminie Nidzica. W latach 1975–1998 miejscowość administracyjnie należała do województwa olsztyńskiego.
We wsi znajduje się kościół, sklep, przystanek autobusowy, tartak. W pobliżu wsi znajduje się rezerwat przyrody Źródła Rzeki Łyny - miejsce, w którym wiele płynących strumieni daje początek rzece Łynie. Osobliwością przyrody jest występowanie tu zjawiska erozji wstecznej na terenie nizinnym. Następuje ciągłe cofanie się źródeł rzeki Łyny.

## Historia
Nazwy wsi: Lana, Liny. W 1938 niemiecka nazwa Lahna, w ramach akcji germanizacyjnej, została zmieniona na Allendorf.
Wieś wzmiankowana w 1387 z okazji nadania przez komtura ostródzkiego młyna Henrykowi z Reszek. Dnia 23 lipca 1557 książę Albrecht przywilejem wydanym w Królewcu nadał staroście nidzickiemu Rufowi Kobierzyckiemu i jego bratu Sebastyanowi wieś Łynę o powierzchni 60 włók, wieś Likusy z 10 włókami i Radomin również z 10 włókami. W wieku XVI wieś należała do polskiej szlachty (Chmielewscy, po 1644: Krasińscy, Michałowscy, Węgierscy). W roku 1620 sekretarz królewski Stefan Sadorski za 20 włók w Zagrzewie i 2401 grzywien otrzymał 19 włók w Łynie. W latach 1692–1697 w Łynie pracował pastor Marcin Świetlicki, ojciec Pawła Świetlickiego (1699-1756).
W roku 1857 właścicielem Łyny był kapitan von Kornatzki, a po nim Adolf Ruben. W tym czasie wieś miała powierzchnię 439 ha, była tam gorzelnia i wapiennik. W roku 1818 we wsi było 27 domów, po regulacji w 1818 - 37 domów, natomiast w 1890 - 40 domów. W roku 1871 we wsi było 283 ewangelików i 24 katolików. W tym czasie dobrach rycerskich Łyny znajdowało się 342 ha ziemi ornej, 10 ha łąk, 36 ha pastwisk, 41 ha lasów i 9 ha nieużytków. W roku 1866 w parafii ewangelickiej odnotowano 1735 Polaków i 124 Niemców, natomiast w roku 1878 odpowiednio: 1910 Polaków i 112 Niemców.
Od jesieni 1944 w miejscowości, przy kopaniu rowów przeciwczołgowych, pracowali skierowani tu przez nazistów niemieckich jeńcy wojenni ze stalagu I B w Królikowie (14 osób).

## Zabytki
- Kościół z 1726 z czworoboczną drewnianą wieżą zakończoną barokowym hełmem dzwonowym, w wyposażeniu barokowy ołtarz[4].
- mały cmentarz z I wojny światowej

## Demografia
Mieszkańcy: w roku 1818 w 27 domach mieszkało 144 osoby, w roku 1857 - 239 osób, w 1871 - 307, w 1890 - 276 osób, w 1933 - 280, w 1939 - 225, w 2005 - 257.